# Bob Nault
Pour l’article homonyme, voir Nault.
Robert Daniel Nault (né le 9 novembre 1955) est un chef de train et homme politique fédérale de l'Ontario.

## Biographie
Né à Sainte-Anne au Manitoba, il entama sa carrière politique en servant comme conseiller municipal dans la ville de Kenora de 1985 à 1988.
Il devint député du Parti libéral du Canada dans la circonscription fédérale ontarienne de Kenora—Rainy River en 1988. Réélu en 1993, 1997 et en 2000, il décida de ne pas se représenter en 2004 après avoir perdu son poste de ministre dans le cabinet de Paul Martin.
Durant son passage à la Chambre des communes, il fut ministre des Affaires indiennes et du Nord canadien de 1999 à 2003 et ministre régional de l'Ontario de 2000 à 2001. Il fut également secrétaire parlementaire du ministre du Travail de 1995 à 1996, du ministre de l'Emploi et de l'Immigration chargé du Développement des ressources humaines en 1996 et du ministre du Développement des ressources humaines de 1997 à 1998. Alors dans l'Opposition officielle, il occupa les charges de porte-parole libéral du Travail de 1990 à 1992 et de porte-parole adjoint du Travail et des Affaires autochtone de 1989 à 1990, d'Énergie, Mines et Ressources et des Affaires autochtone de 1992 à 1993